# Metaprotella sandalensis
Metaprotella sandalensis är en kräftdjursart som beskrevs av Mayer 1890. Metaprotella sandalensis ingår i släktet Metaprotella och familjen Protellidae. Inga underarter finns listade i Catalogue of Life.